# Juliette Lermina-Flandre
Juliette Lermina-Flandre, née le 29 novembre 1884 à Bry-sur-Marne et morte en 1943, est une romancière française.

## Biographie
Fille du romancier Jules Lermina et de Marie Hubertine Philippine Groot, son épouse, Juliette Lermina naît en 1884 à Bry-sur-Marne. Elle n'a que 7 ans lorsque sa famille s'installe à Paris. À 16 ans, elle veut devenir écrivain, mais son père, qui connaît bien le milieu des lettres, s'y oppose fermement. Elle parvient néanmoins à faire publier des contes, puis des nouvelles, dans divers journaux et revues, notamment : Le Matin, L'Avenir et Lectures pour tous.
En 1911, elle se marie avec l'artiste dramatique et écrivain Georges Flandre — qui publie sous le pseudonyme de Georges Steff —, avec pour témoins Georges Courteline et Henri Lévêque (Félix Huguenet et Henri Fursy pour son mari).
Après son mariage, elle signe ses œuvres Juliette Lermina-Flandre. Son unique pièce de théâtre, intitulée Thérèse Angot, est jouée avec succès sur la scène d'un théâtre d'avant-garde en 1923. La même année, elle publie ses premiers romans aux éditions Albin Michel et Fayard, puis plusieurs titres chez Flammarion. Dans les années 1930, elle donne surtout des romans d'amour et un roman policier, L'Apprenti détective, pour les éditions Ferenczi & fils.
Elle a également écrit deux titres en collaboration avec Simone Saint-Clair, dont le roman policier La Fille du capitaine Pipe, paru dans la collection Le Masque.
Sa mort est annoncée dans la presse le 3 juillet 1943.

## Œuvre

### Romans policiers
- L'Apprenti détective, Paris, Ferenczi, coll. « Crime et Police » no 23, 1933
- La Fille du capitaine Pipe, Paris, Librairie des Champs-Élysées, coll. « Le Masque » no 311, 1941 (en collaboration avec Simone Saint-Clair)

### Autres romans
- La Fille à Caze, Paris, Albin Michel, 1923
- Salomé, Paris, Fayard, 1923
- La Dernière Jeunesse de Monsieur Lalouette, Paris, Flammarion, 1924
- Polycarpe et son chien Croûton, Paris, Flammarion, 1924
- La Femme dans l'alcôve, Paris, Flammarion, 1926
- Une petite fille, Paris, Flammarion, 1927
- L'Erreur amoureuse. roman d'amour, Paris, S.E.T., coll. « Les Plus Belles Histoires d'amour » no 74, 1930
- Annie, femme d'affaires. roman d'amour, Paris, S.E.T., coll. « Les Plus Belles Histoires d'amour » no 98, 1931
- Tchan-Yang, Paris, Hachette, 1931
- Opium et canons, Londres, McCann, 1932[5]
- Maison sans âme, Paris, Société parisienne d'édition, coll. « Dimanche de la femme », 1943

### Recueils de nouvelles
- La Truffe, Paris, Éditions de la Table Ronde, 1923

### Nouvelle isolée
- Il y a un voleur à bord, Montréal, La Revue moderne Ltd., Mon Magazine policier, vol.1 no 8, mai 1941

### Littérature d'enfance et de jeunesse
- Monsieur Couic, chat, Paris, Fayard, 1931
- Chanson canadienne, Paris, Éditions des loisirs, coll. « Loisirs romans », 1938 (en collaboration avec Simone Saint-Clair)

### Théâtre
- Thérèse Angot, 1923

## Sources
: document utilisé comme source pour la rédaction de cet article.
- Jacques Baudou et Jean-Jacques Schleret, Le Vrai Visage du Masque, vol. 1, Paris, Futuropolis, 1984, 476 p. (OCLC 311506692), p. 378-380.